# 한국예술연구소
한국예술연구소(韓國藝術硏究所, Korea National Resarch Center for Arts, KRECA)는 예술과 예술교육에 관한 학술적 연구를 통해 문화예술의 발전에 기여하는 것을 목적으로 설립된 한국예술종합학교 소속 연구기관이다. 서울특별시 성북구 화랑로 32길 146-37에 위치하고 있다.

## 연혁
- 1993년 3월 한국예술연구소 설립.
- 1993년 6월 개소 기념 심포지엄 개최.
- 1994년 6월 제2회 심포지엄 개최.
- 1996녀 5월 제3회 심포지엄 개최.
- 1998년 4월 한국예술아카이브 개소.
- 2002년 10월 제8회 심포지엄 개최.

## 같이 보기
- 한국예술종합학교